# João Alves (Fußballspieler, 1952)
João António Ferreira Resende Alves (* 5. Dezember 1952 in Albergaria-a-Velha) ist ein ehemaliger portugiesischer Fußballspieler und derzeitiger -trainer. Zuletzt stand er 2012 beim Schweizer Verein Servette FC Genève unter Vertrag.

## Karriere

### Spielerkarriere
Der Portugiese begann seine Fußballerkarriere 1972 bei dem Varzim SC. In seiner Laufbahn als Fußballprofi spielte er hauptsächlich bei spanischen und portugiesischen Clubs, ein Jahr spielte er allerdings beim französischen Verein Paris Saint-Germain. 1985 beendete er seine Spielerkarriere bei Boavista Porto nach insgesamt sieben Vereinswechsel. Den größten Erfolg seiner Karriere feierte Alves bei Benfica Lissabon, dort gewann er innerhalb drei Saisons zweimal die Meisterschaft, zweimal den Cup und stand 1983 im UEFA Cup Endspiel.
Zwischen 1974 und 1983 bestritt er insgesamt 36 Spiele für die Nationalmannschaft.

### Trainerkarriere
Seine Trainerkarriere war zwischen 1984 und 2004 nicht von großem Erfolg gekrönt, der einzige Triumph welchen João Alves verzeichnen konnte, war der Cupsieg mit CF Estrela Amadora in der Saison 1989/90. In diesen 20 Jahre wechselte er 13-mal den Verein. Alleine bei Boavista Porto und bei CF Estrela Amadora war er drei Mal als Trainer unter Vertrag. Nach 2004 „pausierte“ er seine Trainerkarriere, bei welcher er bis zu diesem Zeitpunkt ausschließlich bei Vereinen aus Portugal gearbeitet hatte. 2009 stellte der iranische Geschäftsmann Majid Pishyar, der damalige Besitzer von Servette FC Genève, Alves als Cheftrainer ein. In der Saison 2010/11 schaffte Alves mit Servette den Aufstieg in die höchste Schweizer Liga.

## Spieler-Statistiken
- Portugal 233 Partien mit 59 Toren in der obersten portugiesischen Liga
- Spanien 64 Partien mit 10 Toren in der obersten spanischen Liga
- Frankreich 19 Partien mit 0 Toren in der französischen Liga
- Portugal 36 Partien mit 3 Toren für die Portugiesische Fußballnationalmannschaft

## Erfolge

### Erfolge als Spieler
- 2 × Portugiesischer Meister 1980/81, 1982/83 (Benfica Lissabon)
- 4 × Pokalsieger 1974/75, 1975/76 (Boavista Porto) und 1980/81, 1982/83 (Benfica Lissabon)
- 1 × Finalteilnahme beim UEFA-Cup 1982/83 (Benfica Lissabon)

### Erfolge als Trainer
- 1 × Pokalsieger 1989/90 (CF Estrela Amadora)